# Cyclolabus carolinensis
Cyclolabus carolinensis là một loài tò vò trong họ Ichneumonidae.